# گرتا گرانستت
گرتا گرانستت (انگلیسی: Greta Granstedt; ۱۳ ژوئیهٔ ۱۹۰۷ – ۷ اکتبر ۱۹۸۷) یک هنرپیشه اهل ایالات متحده آمریکا بود.
وی بازیگر فیلم‌هایی همچون هوس زیر درخت نارون و اسب شیطان بوده است.